# Out of the Shadows
Out Of The Shadows je druhé studiové album britské rockové skupiny The Shadows, vydané v roce 1962.

## Seznam skladeb

### Strana 1
1. "The Rumble" (Ike Isaacs)
2. "The Bandit" (Michael Carr, Milton Nascimento, Zeb Turner) - Vocal(?)
3. "Cosy" (Garson/Schuman)
4. "1861" (Brian Bennett, Bruce Welch, Hank Marvin)
5. "Perfidia" (Alberto Dominguez)
6. "Little B" (Brian Bennett) - pětiminutové bicí sólo

### Strana 2
1. "Bo Diddley" (Ellas McDaniel) - Vocal Bruce Welch
2. "South of the Border" (Jimmy Kennedy, Michael Carr)
3. "Are They all Like You"
4. "Spring is Nearly Here" (Brian Bennett, Bruce Welch)
5. "Tales of a Raggy Tramline" (Brian Bennett, Jet Harris)
6. "Some are Lonely" (Cliff Richard)
7. "Kinda Cool" (Bruce Welch, Hank Marvin)

## Sestava
- Hank Marvin – kytara, piáno, zpěv
- Bruce Welch – kytara, zpěv
- Jet Harris – baskytara, zpěv
- Brian "Licorice" Locking – baskytara, harmonika
- Brian Bennett – bicí